# Хејл (Мисури)
Хејл (енгл. Hale) град је у америчкој савезној држави Мисури.

## Демографија
По попису из 2010. године број становника је 419, што је 54 (-11,4%) становника мање него 2000. године.
| Група             | 2000.       | 2010.       |
| Белци             | 468 (98,9%) | 406 (96,9%) |
| Афроамериканци    | 0 (0,0%)    | 0 (0,0%)    |
| Азијати           | 0 (0,0%)    | 0 (0,0%)    |
| Хиспаноамериканци | 4 (0,8%)    | 1 (0,2%)    |
| Укупно            | 473         | 419         |